# Langues arunachales
Les langues arunachales sont parlées dans l'Arunachal Pradesh (Nord-Est de l'Inde), et constituent un ensemble hypothétique de langues traditionnellement considérées comme faisant partie de la famille sino-tibétaine. Cependant, il se peut que les ressemblances soient le résultat d'influences mutuelles (« Sprachbund »), et ces langues constitueraient alors  des familles de langues et des isolats linguistiques indépendants. Roger Blench (2011) propose quatre isolats (hruso, miji, miju, et puroik) et trois familles linguistiques (langues mishmiques, kamengiques, et siangiques), tandis qu'Anderson (2014) (entre autres) soutient qu'elles appartiennent bien aux langues sino-tibétaines. La controverse se poursuit toujours.

## Classification interne
- langues grand-siangiques ?[3]
  - langues siangiques
    - koro
    - milang

  - langues digaro (ou mishmiques)
    - idu
    - taraon

  - langues pré-tani (substrat hypothétique des langues tani)[4]
- langues hrusiennes[2]?
  - hruso
  - langues miji[5] (considérées comme une seule langue par Blench)
    - bangru
    - miji oriental
    - miji occidental
- langues kho-bwa (kamengiques)[6]
  - puroik
  - bugun
  - langues kho-bwa occidentales
    - langues mey-sartang
      - langues mey
        - shergaon
        - rupa

      - sartang

    - langues chug-lish
      - lish
      - chug
- langues miju (considérées comme une seule langue par Blench)[7]
  - miju
  - meyor